# دیوید برینک (دوچرخه‌سوار)
دیوید برینک (انگلیسی: David Brink؛ زادهٔ ۲۵ نوامبر ۱۹۴۷) دوچرخه‌سوار اهل ایالات متحده آمریکا است. وی در بازی‌های المپیک تابستانی ۱۹۶۸ شرکت کرده است.